# 馆市教堂

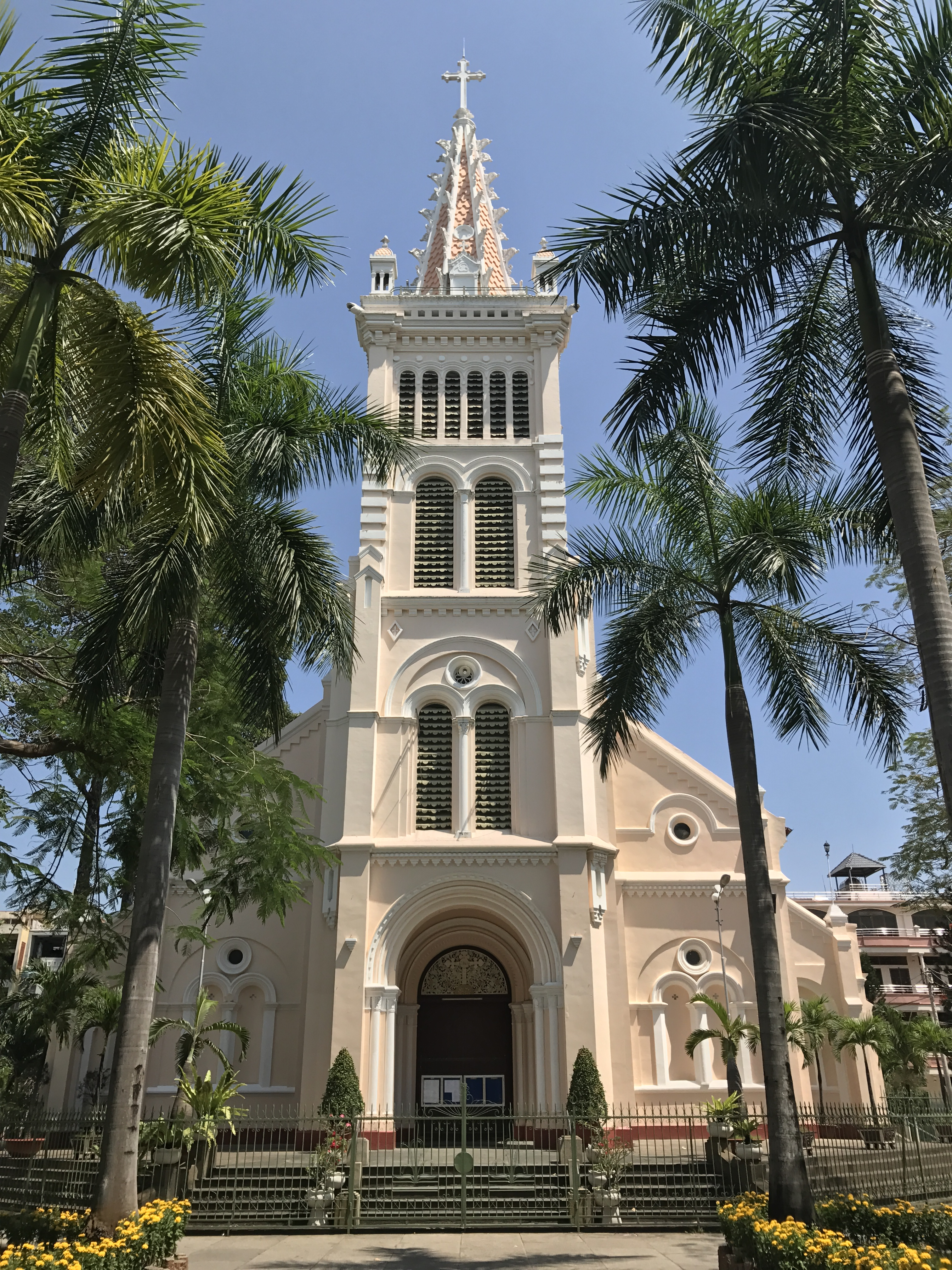

馆市教堂即耶稣圣心堂（越南语：／）是越南胡志明市一座罗马天主教教堂，位于胡志明市第五郡第二坊陳平仲街120号。馆市堂区是胡志明市最古老的一个堂区。 这座教堂在1727年，1733年，1793年，1862年，1882年曾被多次摧毁和重建。现在的教堂于1896年建成。

## 历史
馆市堂区是天主教胡志明市总教区最古老的一个堂区，成立于1722年。 張永記认为该堂的创始人是来自顺化的流放者。到1725年，大约有300个教友家庭。 馆市成为欢迎中部地区人民的中心。
馆市社区在其成立初期曾经历了许多挑战，在1727、1733、1862和1882年遭受破坏。

## 建筑

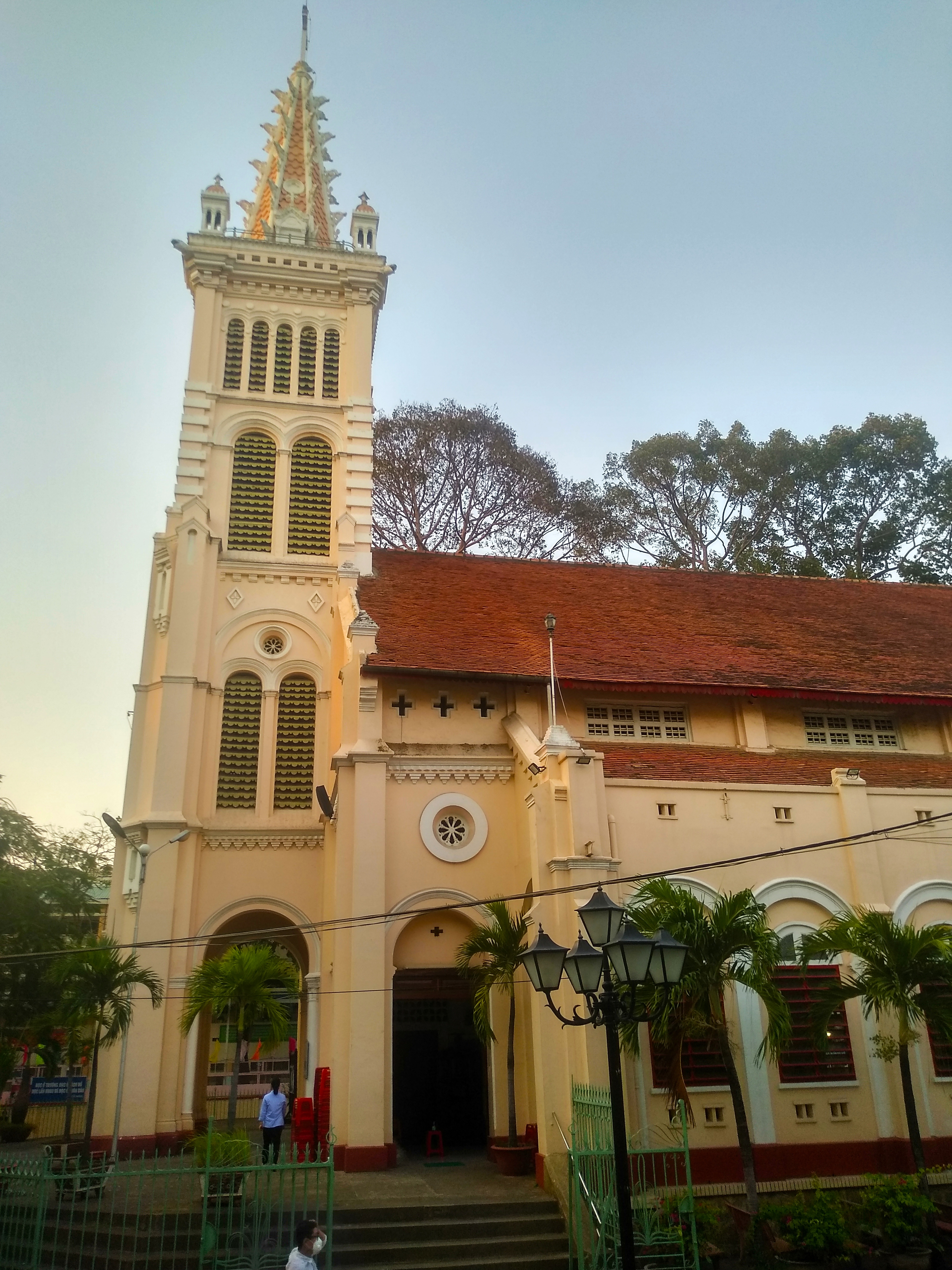
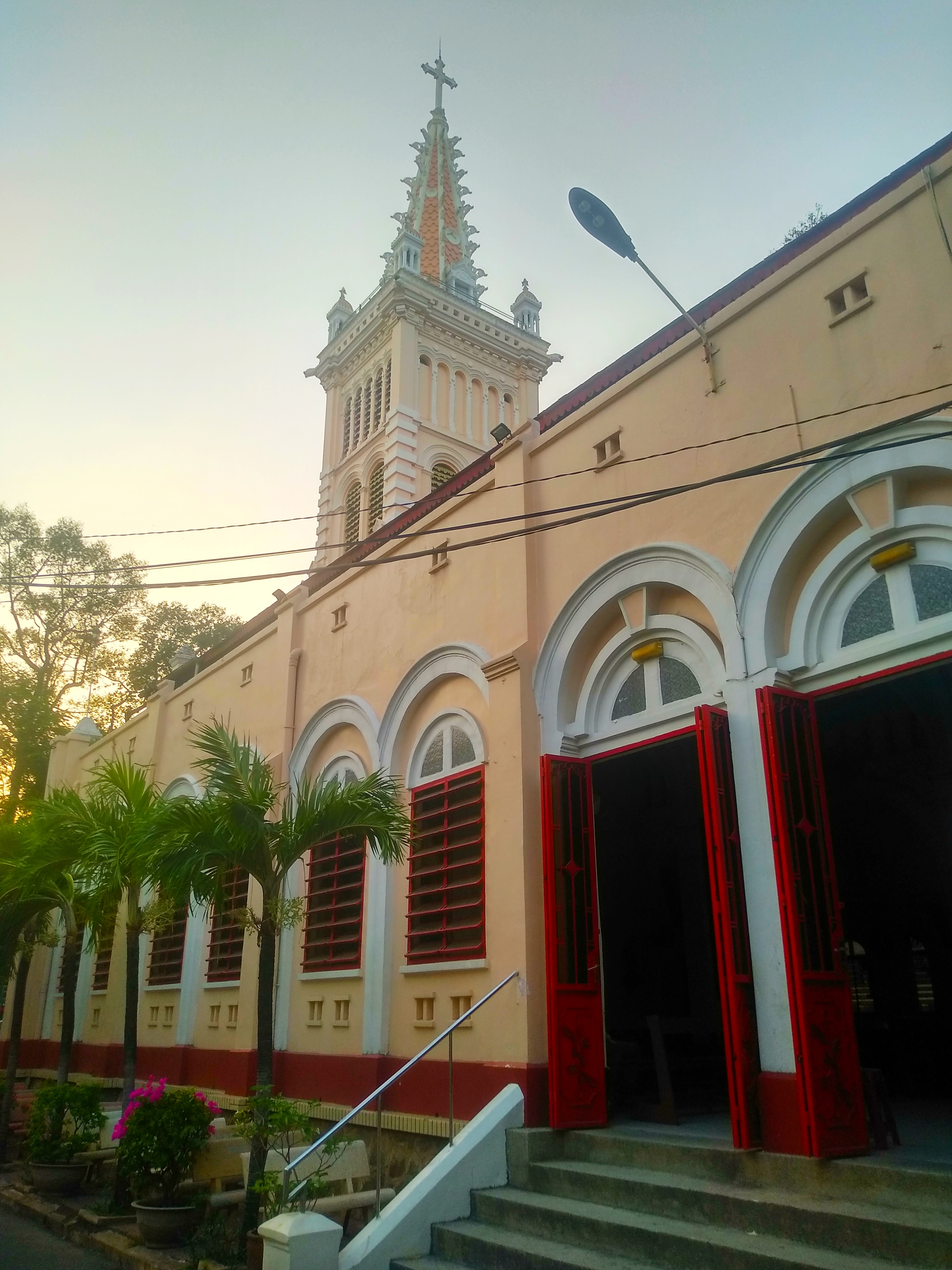
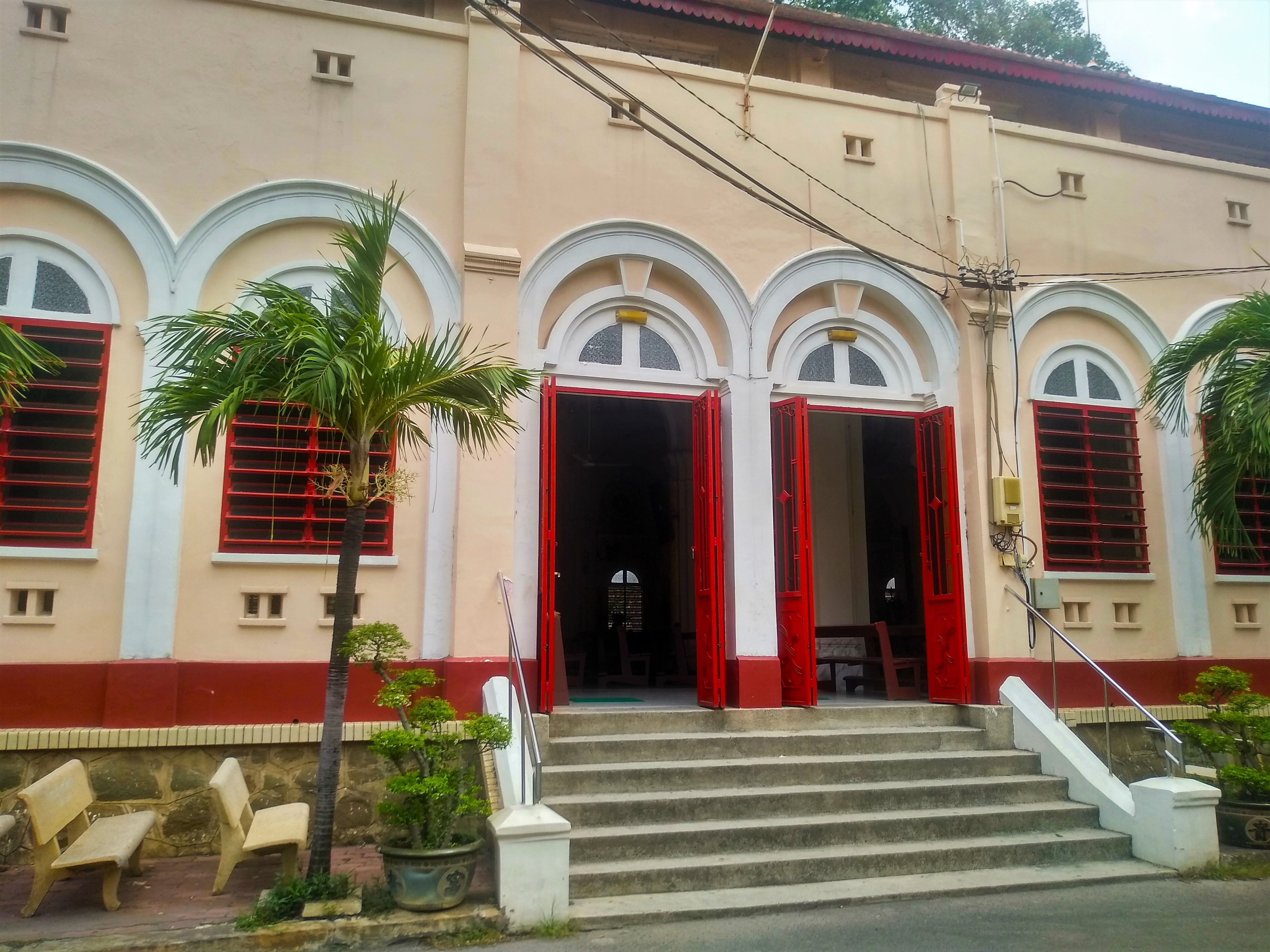
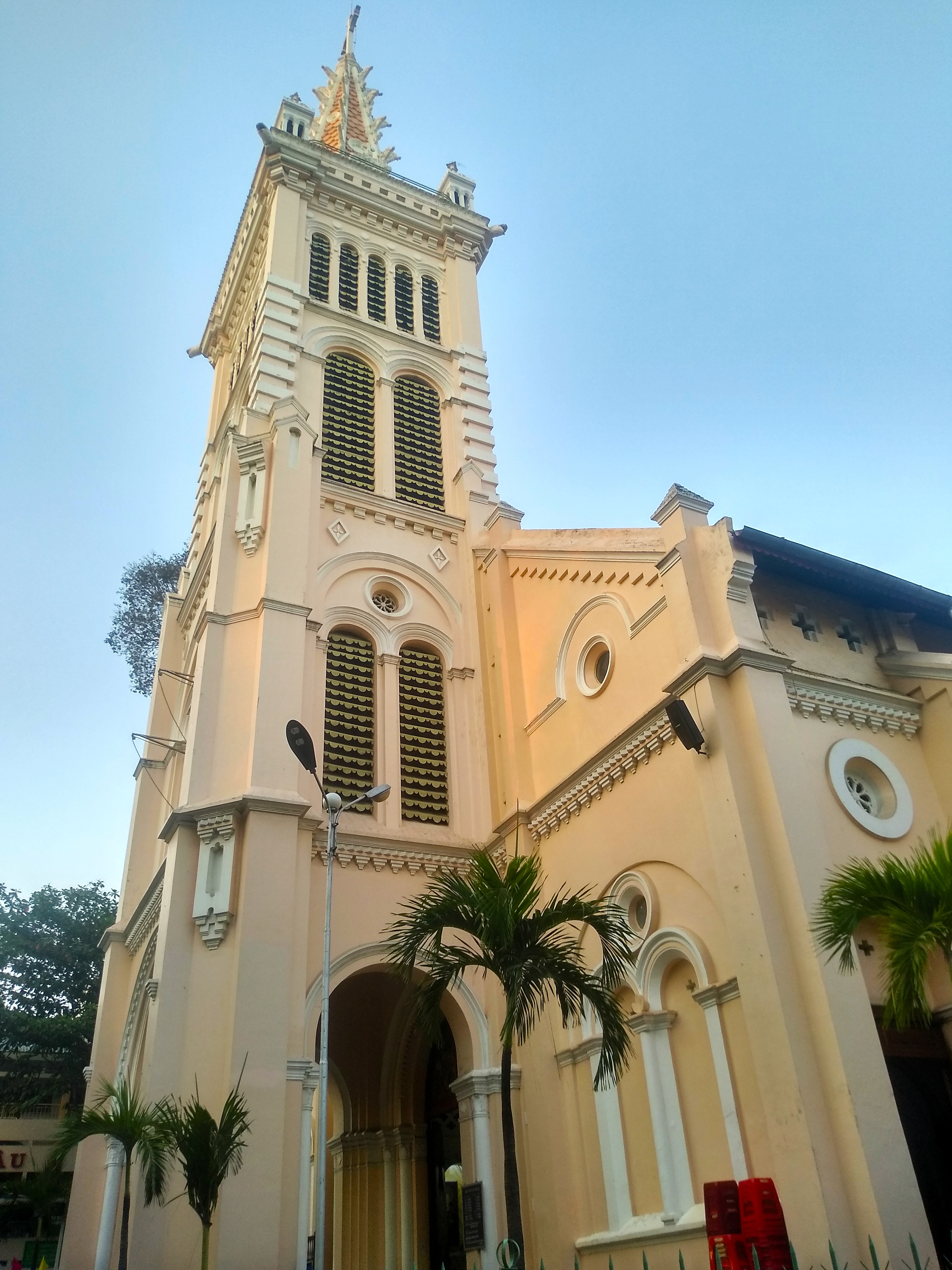
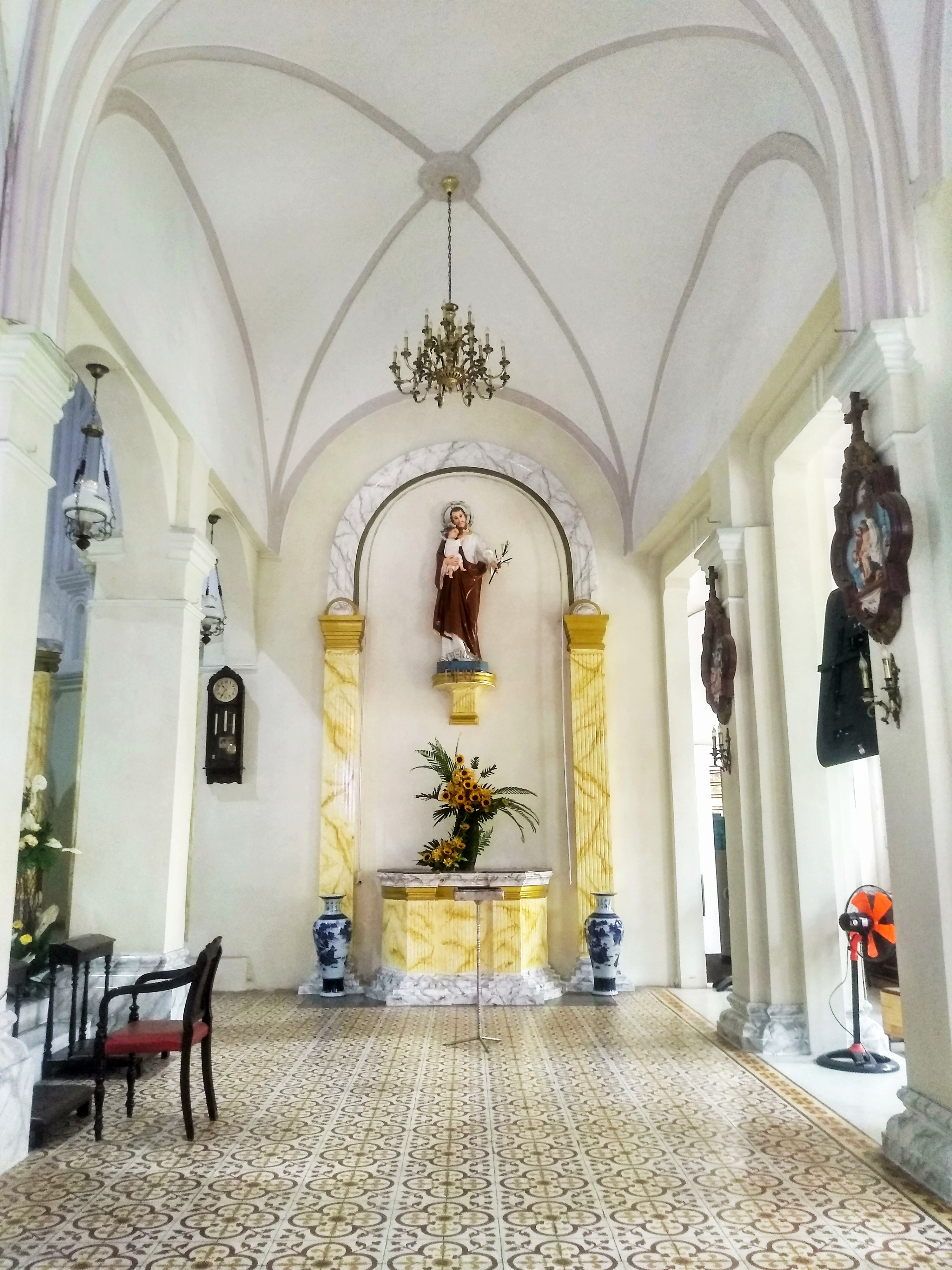
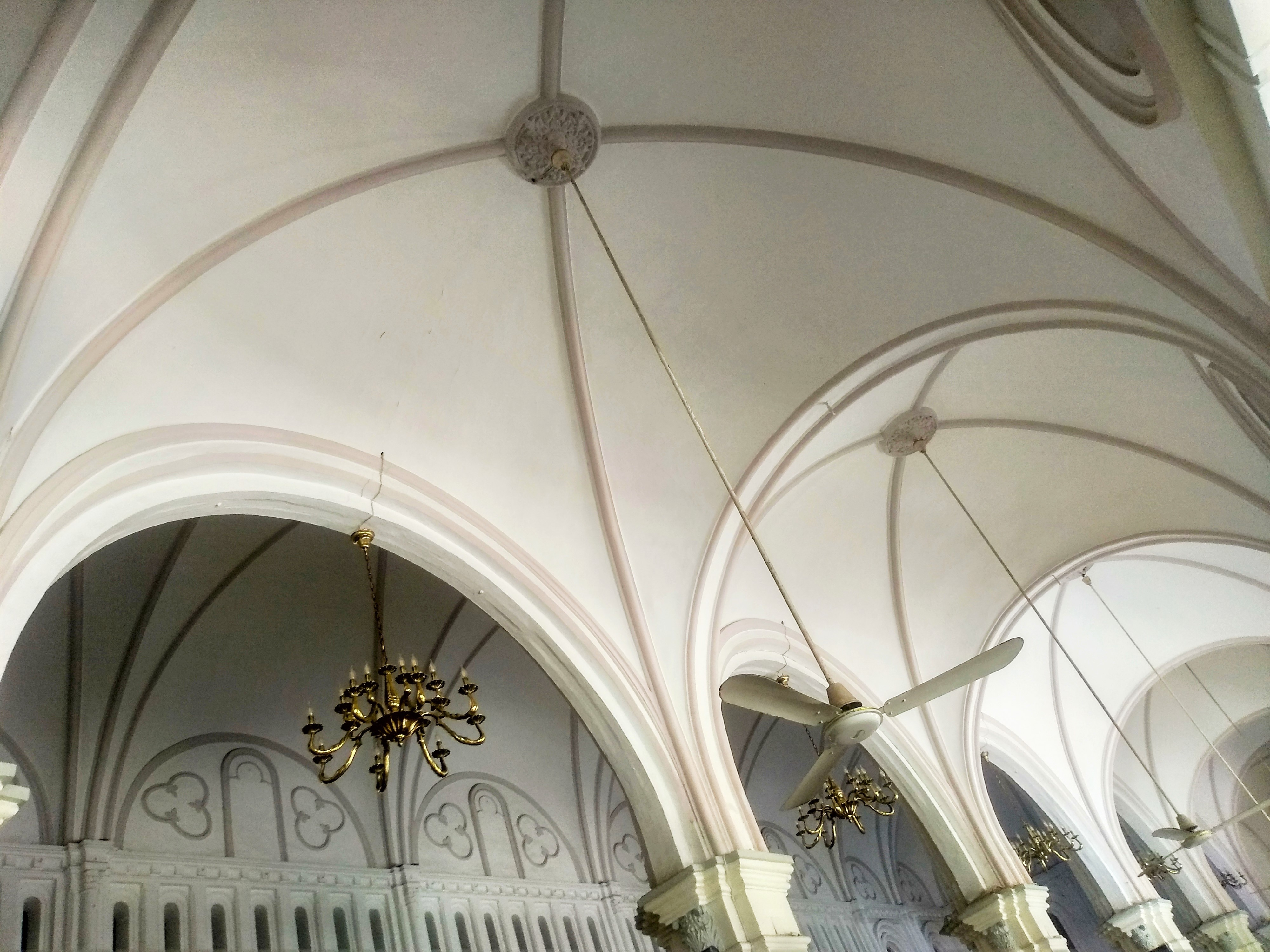
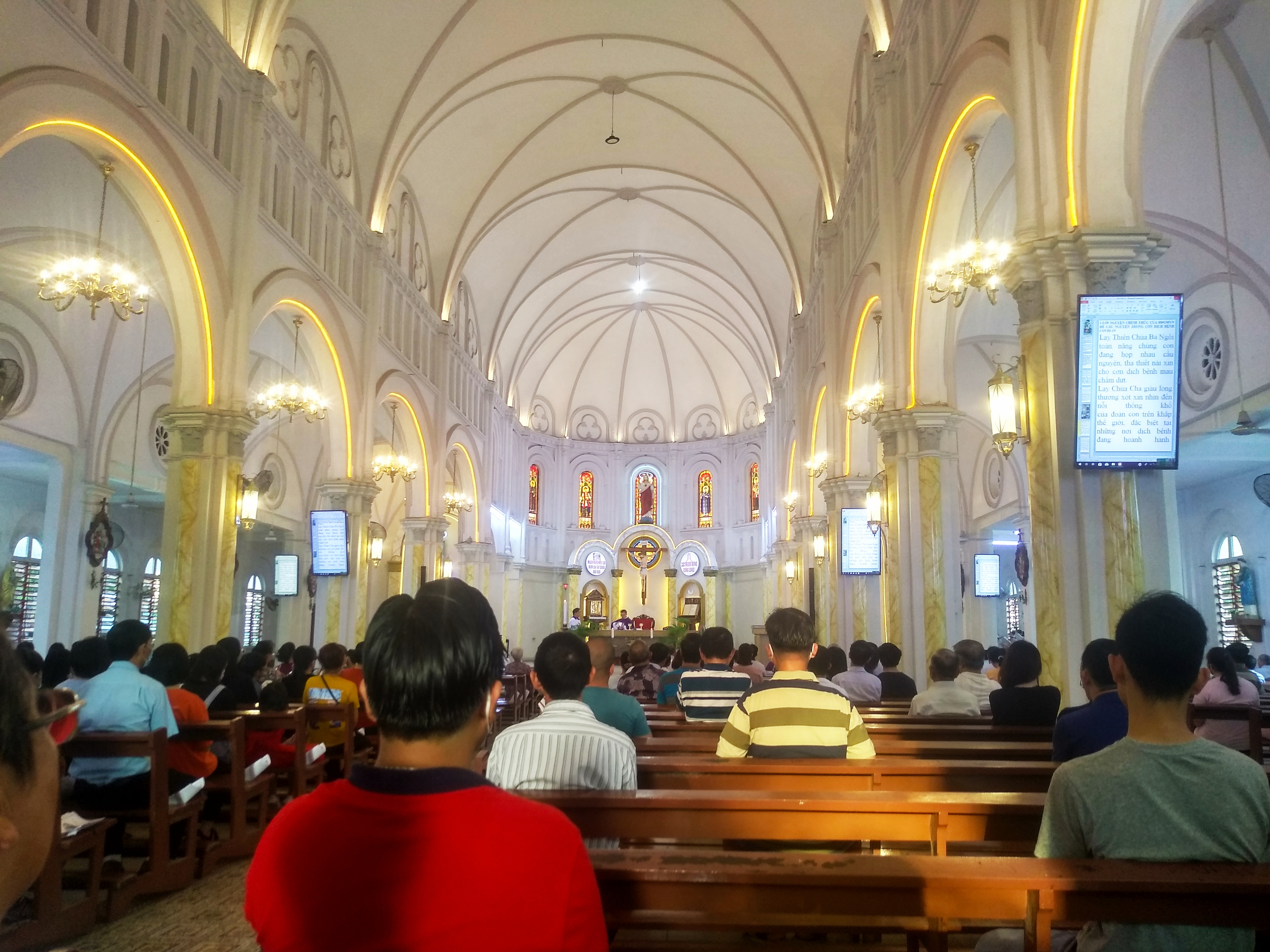